# Rijksbeschermd gezicht Meppel - Oud-Zuid
Gezicht Meppel - Oud-Zuid is een van rijkswege beschermd stadsgezicht in Meppel in de Nederlandse provincie Drenthe. De procedure voor aanwijzing werd gestart op 27 februari 2009. op 1 juli 2011 is het gebied aangewezen als beschermd stadsgezicht. Het beschermd gezicht beslaat een oppervlakte van 27,9 hectare.
Panden die binnen een beschermd gezicht vallen krijgen niet automatisch de status van beschermd monument. Wel zal de gemeente het bestemmingsplan aanpassen om nieuwe ontwikkelingen in het gebied te reguleren. De gezichtsbescherming richt zich op de stedenbouwkundige en cultuurhistorische waardering van een gebied en wil het toekomstig functioneren daarvan veiligstellen.